# 쿤위시
쿤위시(중국어: 昆玉市, 병음: Kūnyù Shì, 위구르어: قۇرۇمقاش شەھىرى)는 중화인민공화국 신장 위구르 자치구의 자치국 직할 현급시로 면적은 687.13km2, 인구는 47,500명(2016년 기준)이다. 2016년 2월 26일에 신설되었다. 허톈 지구 안에 위치하며 허톈 시에서 78km 정도 떨어진 곳에 위치한다.